# Kaliphora madagascariensis
Kaliphora madagascariensis ist die einzige Art der monotypischen Pflanzengattung Kaliphora. Sie wurde oftmals in eine eigene Familie Kaliphoraceae platziert oder auch den Hartriegelgewächsen (Cornaceae) zugeordnet, wird aber nach molekularbiologischen Erkenntnissen zu den Montiniaceae gerechnet. Sie kommt auf Madagaskar vor.

## Beschreibung

### Vegetative Merkmale
Kaliphora madagascariensis sind laubabwerfende, verholzende Pflanzen, die entlang von Waldrändern oft als viel verzweigte Sträucher, im Inneren des Waldes meist als bis zu 5 m hohe Bäume wachsen.
Die Laubblätter stehen wechselständig. Sie sind einfach und treten verschiedengestaltig auf; so steht einem normal großem Blatt meist nahezu gegenständig ein tragblattartiges, reduziertes Blatt gegenüber. Die Blattspreite ist ganzrandig, glänzend und unbehaart, die Aderung ist fiederig. Die Blattbasis ist oftmals stark unsymmetrisch. Beim Zerreiben setzen die Blätter einen starken pfeffrigen Geruch frei, beim Trocknen verfärben sich die Blätter oftmals schwarz. Nebenblätter fehlen.

### Blütenstände und Blüten
Die Blütenstände stehen in den Achseln, meist derer der stark reduzierten Laubblätter. Es sind mit winzigen Tragblättern versehene Zymen, die aus wenigen oder bis zu 30 Blüten bestehen. Die eingeschlechtigen Blüten sind relativ klein und vierzählig.
Die männlichen Blüten haben einen becherförmigen Kelch, der mit vier zahnartigen Zipfeln besetzt ist, die vier Kronblätter liegen in der Knospe klappig (valvat) übereinander und sind während der Anthese grün gefärbt. Die vier Staubblätter stehen zwischen den Kronblättern, die sehr kurzen Staubfäden stehen frei voneinander, die Staubbeutel sind hellgelb, bestehen aus zwei Theka und öffnen sich durch längsgerichtete Schlitze. Der Blütenboden ist dick und kissenartig, in der Mitte steht ein konischer, zurückgebildeter Fruchtknoten.
Bei den weiblichen Blüten ist der Kelch und der halbunterständige, seitlich stark zusammengedrückte Fruchtknoten miteinander verwachsen. Vier winzige, zahnförmige Kelchzipfel, die etwas unterhalb der Spitze des Fruchtknoten stehen, sind der einzige sichtbare Teil der Kelchblätter. Der Kelch ist zum Teil beständig, wird aber an der Frucht seitwärts verdrängt. Kronblätter werden nicht ausgebildet. Der Fruchtknoten ist unvollständig zweikammerig, jede Kammer enthält eine Samenanlage, auf dem Fruchtknoten steht der Griffel, der in zwei Lappen geteilt ist, die zwei aufsitzende Narben bilden.

### Früchte und Samen
Die Früchte sind kleine, fleischige, nicht aufspringende Steinfrüchte, die zwei einsamige Kerne enthält. Diese sind locker mit der mittleren Scheidewand der Frucht verbunden. Bei Reife sind die Früchte gelb bis orange. In den Samen ist Endosperm vorhanden, der Embryo ist orange gefärbt.

### Chromosomenzahl
Die Chromosomenzahl beträgt 2n = 32.

## Vorkommen und Standorte
Kaliphora madagascariensis ist eine auf Madagaskar endemische Art. Sie kommt ausschließlich in halbfeuchten bis montanen immergrünen Wäldern in Höhenlagen zwischen 900 und 2000 m vor. Das Verbreitungsgebiet reicht von Andringitra bis zu den nördlichen Hängen des Tsaratanana.